# Liste des monuments historiques protégés en 1923
Cet article recense les monuments historiques français classés en 1923.

## Protections
| Édifice                                                                | Commune                        | Département             | Région                     | Protection | Base Mérimée                         | Coordonnées                        | Image             |
| ---------------------------------------------------------------------- | ------------------------------ | ----------------------- | -------------------------- | ---------- | ------------------------------------ | ---------------------------------- | ----------------- |
| Église Saint-Martin de Bucy-le-Long                                    | Bucy-le-Long                   | Aisne                   | Hauts-de-France            | classé     | « PA00115566 », notice no PA00115566 | 49° 23′ 41″ nord, 3° 23′ 30″ est   |                   |
| Église Saint-Martin                                                    | Jenzat                         | Allier                  | Auvergne-Rhône-Alpes       | classé     | « PA00093127 », notice no PA00093127 | 46° 09′ 51″ nord, 3° 11′ 35″ est   |                   |
| Église Saint-Georges                                                   | Néris-les-Bains                | Allier                  | Auvergne-Rhône-Alpes       | classé     | « PA00093242 », notice no PA00093242 | 46° 17′ 16″ nord, 2° 39′ 45″ est   |                   |
| Église Saint-Pierre                                                    | Theneuille                     | Allier                  | Auvergne-Rhône-Alpes       | classé     | « PA00093314 », notice no PA00093314 | 46° 35′ 03″ nord, 2° 51′ 51″ est   |                   |
| Enceinte                                                               | Colmars                        | Alpes-de-Haute-Provence | Provence-Alpes-Côte d'Azur | classé     | « PA00080373 », notice no PA00080373 | 44° 10′ 55″ nord, 6° 37′ 38″ est   |                   |
| Fort du mont Alban                                                     | Nice                           | Alpes-Maritimes         | Provence-Alpes-Côte d'Azur | classé     | « PA00080795 », notice no PA00080795 | 43° 42′ 05″ nord, 7° 18′ 01″ est   |                   |
| Pont sur l'Ouvèze                                                      | Privas                         | Ardèche                 | Auvergne-Rhône-Alpes       | classé     | « PA00116750 », notice no PA00116750 | 44° 44′ 09″ nord, 4° 36′ 00″ est   |                   |
| Château de la Voulte-sur-Rhône                                         | La Voulte-sur-Rhône            | Ardèche                 | Auvergne-Rhône-Alpes       | classé     | « PA00116869 », notice no PA00116869 | 44° 48′ 02″ nord, 4° 46′ 48″ est   |                   |
| Église Saint-Martin de Tournes                                         | Tournes                        | Ardennes                | Grand Est                  | classé     | « PA00078533 », notice no PA00078533 | 49° 47′ 51″ nord, 4° 38′ 14″ est   |                   |
| Château de Lordat                                                      | Lordat                         | Ariège                  | Occitanie                  | classé     | « PA00093809 », notice no PA00093809 | 42° 46′ 34″ nord, 1° 44′ 54″ est   |                   |
| Hôtel de Rolland                                                       | Carcassonne                    | Aude                    | Occitanie                  | classé     | « PA00102601 », notice no PA00102601 | 43° 12′ 43″ nord, 2° 21′ 11″ est   |                   |
| Abbaye Sainte-Marie d'Orbieu                                           | Lagrasse                       | Aude                    | Occitanie                  | classé     | « PA00102711 », notice no PA00102711 | 43° 05′ 26″ nord, 2° 37′ 01″ est   |                   |
| Église Saint-Martial                                                   | Rieupeyroux                    | Aveyron                 | Occitanie                  | classé     | « PA00094106 », notice no PA00094106 | 44° 18′ 26″ nord, 2° 14′ 07″ est   |                   |
| Église Sainte-Eulalie                                                  | Sainte-Eulalie-d'Olt           | Aveyron                 | Occitanie                  | classé     | « PA00094149 », notice no PA00094149 | 44° 27′ 53″ nord, 2° 56′ 47″ est   |                   |
| Croix de Bleyssoles                                                    | Vabre-Tizac                    | Aveyron                 | Occitanie                  | classé     | « PA00094192 », notice no PA00094192 | 44° 16′ 16″ nord, 2° 09′ 37″ est   |                   |
| Tour des Pêcheurs                                                      | Haguenau                       | Bas-Rhin                | Grand Est                  | classé     | « PA00084741 », notice no PA00084741 | 48° 48′ 53″ nord, 7° 47′ 34″ est   |                   |
| Porte de Strasbourg                                                    | Mutzig                         | Bas-Rhin                | Grand Est                  | classé     | « PA00084816 », notice no PA00084816 | 48° 32′ 18″ nord, 7° 27′ 28″ est   |                   |
| Église mixte                                                           | Oberbronn                      | Bas-Rhin                | Grand Est                  | inscrit    | « PA00084839 », notice no PA00084839 | 48° 56′ 24″ nord, 7° 36′ 22″ est   |                   |
| Temple réformé                                                         | Sarre-Union                    | Bas-Rhin                | Grand Est                  | inscrit    | « PA00084943 », notice no PA00084943 | 48° 56′ 14″ nord, 7° 04′ 46″ est   |                   |
| Fontaine publique dite fontaine Cocotte                                | Eyguières                      | Bouches-du-Rhône        | Provence-Alpes-Côte d'Azur | classé     | « PA00081253 », notice no PA00081253 | 43° 41′ 40″ nord, 5° 01′ 47″ est   |                   |
| Rocher sculpté la Coquille                                             | Fontvieille                    | Bouches-du-Rhône        | Provence-Alpes-Côte d'Azur | classé     | « PA00081272 », notice no PA00081272 | 43° 43′ 36″ nord, 4° 44′ 37″ est   |                   |
| Hôtel de Lagoy (Saint-Rémy-de-Provence)                                | Saint-Rémy-de-Provence         | Bouches-du-Rhône        | Provence-Alpes-Côte d'Azur | classé     | « PA00081445 », notice no PA00081445 | 43° 47′ 19″ nord, 4° 49′ 53″ est   |                   |
| Église Saint-Patrice                                                   | Bayeux                         | Calvados                | Normandie                  | classé     | « PA00111045 », notice no PA00111045 | 49° 16′ 53″ nord, 0° 42′ 27″ ouest |                   |
| Manoir de Bellou                                                       | Bellou                         | Calvados                | Normandie                  | classé     | « PA00111077 », notice no PA00111077 | 48° 58′ 57″ nord, 0° 13′ 43″ est   |                   |
| Manoir de la Pipardière                                                | Tourgéville                    | Calvados                | Normandie                  | classé     | « PA00111498 », notice no PA00111498 | 49° 17′ 55″ nord, 0° 05′ 16″ est   |                   |
| Habitations du Puy de Bane                                             | Pailherols                     | Cantal                  | Auvergne-Rhône-Alpes       | classé     | « PA00093570 », notice no PA00093570 | 44° 58′ 05″ nord, 2° 41′ 56″ est   |                   |
| Vieux puits                                                            | Angoulême                      | Charente                | Nouvelle-Aquitaine         | classé     | « PA00104227 », notice no PA00104227 | 45° 39′ 02″ nord, 0° 09′ 09″ est   |                   |
| Prieuré du Châtelars                                                   | Cherves-Châtelars              | Charente                | Nouvelle-Aquitaine         | classé     | « PA00104295 », notice no PA00104295 | 45° 49′ 34″ nord, 0° 31′ 15″ est   |                   |
| Église de Saint-Estèphe                                                | Roullet-Saint-Estèphe          | Charente                | Nouvelle-Aquitaine         | classé     | « PA00104477 », notice no PA00104477 | 45° 34′ 46″ nord, 0° 00′ 53″ est   |                   |
| Église Saint-Pierre-ès-Liens de Champagnac                             | Champagnac                     | Charente-Maritime       | Nouvelle-Aquitaine         | classé     | « PA00104639 », notice no PA00104639 | 45° 25′ 29″ nord, 0° 22′ 55″ ouest |                   |
| Église Saint-Sulpice de Montils                                        | Montils                        | Charente-Maritime       | Nouvelle-Aquitaine         | classé     | « PA00104815 », notice no PA00104815 | 45° 38′ 53″ nord, 0° 30′ 08″ ouest |                   |
| Maison                                                                 | La Rochelle                    | Charente-Maritime       | Nouvelle-Aquitaine         | classé     | « PA00105002 », notice no PA00105002 | 46° 09′ 35″ nord, 1° 09′ 03″ ouest |                   |
| Maison                                                                 | La Rochelle                    | Charente-Maritime       | Nouvelle-Aquitaine         | classé     | « PA00105005 », notice no PA00105005 | 46° 09′ 35″ nord, 1° 09′ 02″ ouest |                   |
| Maison                                                                 | La Rochelle                    | Charente-Maritime       | Nouvelle-Aquitaine         | classé     | « PA00105014 », notice no PA00105014 | 46° 09′ 37″ nord, 1° 09′ 02″ ouest |                   |
| Maison de Jean Guiton                                                  | La Rochelle                    | Charente-Maritime       | Nouvelle-Aquitaine         | classé     | « PA00104899 », notice no PA00104899 | 46° 09′ 35″ nord, 1° 09′ 03″ ouest |                   |
| Maison Pillaud                                                         | La Rochelle                    | Charente-Maritime       | Nouvelle-Aquitaine         | classé     | « PA00104901 », notice no PA00104901 | 46° 09′ 30″ nord, 1° 09′ 14″ ouest |                   |
| Maison                                                                 | La Rochelle                    | Charente-Maritime       | Nouvelle-Aquitaine         | classé     | « PA00105000 », notice no PA00105000 | 46° 09′ 37″ nord, 1° 09′ 02″ ouest |                   |
| Abbaye de Sablonceaux                                                  | Sablonceaux                    | Charente-Maritime       | Nouvelle-Aquitaine         | classé     | « PA00105156 », notice no PA00105156 | 45° 43′ 02″ nord, 0° 52′ 41″ ouest | catégorie commons |
| Église Saint-Laurent de Saint-Simon-de-Pellouaille                     | Saint-Simon-de-Pellouaille     | Charente-Maritime       | Nouvelle-Aquitaine         | classé     | « PA00105237 », notice no PA00105237 | 45° 36′ 46″ nord, 0° 41′ 49″ ouest | catégorie commons |
| Église Saint-Saturnin de Saint-Sornin                                  | Saint-Sornin                   | Charente-Maritime       | Nouvelle-Aquitaine         | classé     | « PA00105239 », notice no PA00105239 | 45° 46′ 06″ nord, 0° 58′ 40″ ouest | catégorie commons |
| Croix couverte de Bassignac-le-Haut                                    | Bassignac-le-Haut              | Corrèze                 | Nouvelle-Aquitaine         | classé     | « PA00099664 », notice no PA00099664 | 45° 12′ 43″ nord, 2° 04′ 17″ est   |                   |
| Église Saint-Maurice de Darnets                                        | Darnets                        | Corrèze                 | Nouvelle-Aquitaine         | classé     | « PA00099763 », notice no PA00099763 | 45° 25′ 33″ nord, 2° 06′ 37″ est   |                   |
| Église Saint-Pierre-ès-Liens de Noailhac                               | Noailhac                       | Corrèze                 | Nouvelle-Aquitaine         | classé     | « PA00099820 », notice no PA00099820 | 45° 04′ 22″ nord, 1° 37′ 07″ est   |                   |
| Menhir du Cheval gris                                                  | Chambain                       | Côte-d'Or               | Bourgogne-Franche-Comté    | classé     | « PA00112174 », notice no PA00112174 | 47° 48′ 40″ nord, 4° 54′ 04″ est   |                   |
| Menhir de Châtillon-sur-Seine                                          | Châtillon-sur-Seine            | Côte-d'Or               | Bourgogne-Franche-Comté    | classé     | « PA00112202 », notice no PA00112202 | 47° 51′ 38″ nord, 4° 34′ 29″ est   |                   |
| Hôtel Millière                                                         | Dijon                          | Côte-d'Or               | Bourgogne-Franche-Comté    | classé     | « PA00112340 », notice no PA00112340 | 47° 19′ 19″ nord, 5° 02′ 16″ est   |                   |
| Demeure des Gouverneurs                                                | Semur-en-Auxois                | Côte-d'Or               | Bourgogne-Franche-Comté    | classé     | « PA00112668 », notice no PA00112668 | 47° 29′ 29″ nord, 4° 20′ 00″ est   |                   |
| Porte Guillier                                                         | Semur-en-Auxois                | Côte-d'Or               | Bourgogne-Franche-Comté    | classé     | « PA00112676 », notice no PA00112676 | 47° 29′ 28″ nord, 4° 19′ 59″ est   |                   |
| Enceinte                                                               | Semur-en-Auxois                | Côte-d'Or               | Bourgogne-Franche-Comté    | classé     | « PA00112670 », notice no PA00112670 |                                    |                   |
| Maison du XVIe siècle                                                  | Guingamp                       | Côtes-d'Armor           | Bretagne                   | classé     | « PA00089182 », notice no PA00089182 | 48° 33′ 44″ nord, 3° 09′ 09″ ouest |                   |
| Église Saint-Yves                                                      | Minihy-Tréguier                | Côtes-d'Armor           | Bretagne                   | classé     | « PA00089332 », notice no PA00089332 | 48° 46′ 30″ nord, 3° 13′ 44″ ouest |                   |
| Église Saint-Pierre-Saint-Paul de La Nouaille                          | La Nouaille                    | Creuse                  | Nouvelle-Aquitaine         | classé     | « PA00100121 », notice no PA00100121 | 45° 50′ 48″ nord, 2° 03′ 55″ est   |                   |
| Château d'Oiron                                                        | Oiron                          | Deux-Sèvres             | Nouvelle-Aquitaine         | classé     | « PA00101294 », notice no PA00101294 | 46° 57′ 06″ nord, 0° 04′ 39″ ouest |                   |
| Église Saint-Paul de Parthenay                                         | Parthenay                      | Deux-Sèvres             | Nouvelle-Aquitaine         | classé     | « PA00101306 », notice no PA00101306 | 46° 38′ 54″ nord, 0° 15′ 17″ ouest |                   |
| Château de Jumilhac                                                    | Jumilhac-le-Grand              | Dordogne                | Nouvelle-Aquitaine         | classé     | « PA00082592 », notice no PA00082592 | 45° 29′ 35″ nord, 1° 03′ 36″ est   |                   |
| Hôtel de Saint-Astier (escalier Renaissance)                           | Périgueux                      | Dordogne                | Nouvelle-Aquitaine         | classé     | « PA00082737 », notice no PA00082737 | 45° 11′ 04″ nord, 0° 43′ 20″ est   |                   |
| Église Saint-Théodore de La Rochebeaucourt                             | La Rochebeaucourt-et-Argentine | Dordogne                | Nouvelle-Aquitaine         | classé     | « PA00082783 », notice no PA00082783 | 45° 29′ 04″ nord, 0° 22′ 47″ est   |                   |
| Église Saint-Cyprien                                                   | Saint-Cyprien                  | Dordogne                | Nouvelle-Aquitaine         | classé     | « PA00082823 », notice no PA00082823 | 44° 52′ 12″ nord, 1° 02′ 36″ est   |                   |
| Préfecture du Doubs                                                    | Besançon                       | Doubs                   | Bourgogne-Franche-Comté    | classé     | « PA00101520 », notice no PA00101520 | 47° 14′ 01″ nord, 6° 01′ 15″ est   |                   |
| Église Saint-Étienne de Chilly-Mazarin                                 | Chilly-Mazarin                 | Essonne                 | Île-de-France              | classé     | « PA00087858 », notice no PA00087858 | 48° 42′ 11″ nord, 2° 18′ 47″ est   |                   |
| Halle de Milly-la-Forêt                                                | Milly-la-Forêt                 | Essonne                 | Île-de-France              | classé     | « PA00087959 », notice no PA00087959 | 48° 24′ 11″ nord, 2° 28′ 13″ est   |                   |
| Château de Sainte-Geneviève-des-Bois                                   | Sainte-Geneviève-des-Bois      | Essonne                 | Île-de-France              | classé     | « PA00088002 », notice no PA00088002 | 48° 38′ 23″ nord, 2° 19′ 55″ est   |                   |
| Gravier de Gargantua                                                   | Port-Mort                      | Eure                    | Normandie                  | classé     | « PA00099522 », notice no PA00099522 | 49° 10′ 24″ nord, 1° 23′ 49″ est   |                   |
| Château de Senonches                                                   | Senonches                      | Eure-et-Loir            | Centre-Val de Loire        | classé     | « PA00097212 », notice no PA00097212 | 48° 33′ 33″ nord, 1° 02′ 17″ est   |                   |
| Château de Brest                                                       | Brest                          | Finistère               | Bretagne                   | classé     | « PA00089847 », notice no PA00089847 | 48° 22′ 53″ nord, 4° 29′ 41″ ouest |                   |
| Menhir de Lanvenael                                                    | Plomeur                        | Finistère               | Bretagne                   | classé     | « PA00090192 », notice no PA00090192 | 47° 50′ 58″ nord, 4° 19′ 04″ ouest |                   |
| Alignement de Kerfland                                                 | Plomeur                        | Finistère               | Bretagne                   | classé     | « PA00090194 », notice no PA00090194 | 47° 49′ 35″ nord, 4° 16′ 31″ ouest |                   |
| Menhirs de Lespurit Ellen                                              | Plovan                         | Finistère               | Bretagne                   | classé     | « PA00090278 », notice no PA00090278 | 47° 57′ 14″ nord, 4° 19′ 28″ ouest |                   |
| Alignement de Traonigou                                                | Porspoder                      | Finistère               | Bretagne                   | classé     | « PA00090299 », notice no PA00090299 | 48° 29′ 30″ nord, 4° 45′ 31″ ouest |                   |
| Alignement de Saint-Denec                                              | Porspoder                      | Finistère               | Bretagne                   | classé     | « PA00090300 », notice no PA00090300 | 48° 29′ 51″ nord, 4° 45′ 03″ ouest |                   |
| Menhirs de Mesdoun                                                     | Porspoder                      | Finistère               | Bretagne                   | classé     | « PA00090307 », notice no PA00090307 | 48° 29′ 05″ nord, 4° 44′ 52″ ouest |                   |
| Cromlech Pors-an-Toullou et Ar-Verret                                  | Porspoder                      | Finistère               | Bretagne                   | classé     | « PA00090301 », notice no PA00090301 | 48° 30′ 56″ nord, 4° 46′ 23″ ouest |                   |
| Dolmen de Beg-ar-Vir                                                   | Porspoder                      | Finistère               | Bretagne                   | classé     | « PA00090302 », notice no PA00090302 | 48° 31′ 08″ nord, 4° 46′ 32″ ouest |                   |
| Dolmen de Mezou Poulyot                                                | Porspoder                      | Finistère               | Bretagne                   | classé     | « PA00090303 », notice no PA00090303 | 48° 29′ 16″ nord, 4° 44′ 58″ ouest |                   |
| Dolmen et menhir de Kerivoret                                          | Porspoder                      | Finistère               | Bretagne                   | classé     | « PA00090304 », notice no PA00090304 | 48° 29′ 52″ nord, 4° 45′ 43″ ouest |                   |
| Menhir de Tréota                                                       | Poullan-sur-Mer                | Finistère               | Bretagne                   | classé     | « PA00090315 », notice no PA00090315 | 48° 05′ 52″ nord, 4° 23′ 07″ ouest |                   |
| Dolmen de Guernévez                                                    | Saint-Goazec                   | Finistère               | Bretagne                   | classé     | « PA00090416 », notice no PA00090416 | 48° 09′ 09″ nord, 3° 42′ 32″ ouest |                   |
| Alignements du Bois du Duc                                             | Spézet                         | Finistère               | Bretagne                   | classé     | « PA00090451 », notice no PA00090451 | 48° 09′ 19″ nord, 3° 42′ 04″ ouest |                   |
| Menhir de Lehan                                                        | Treffiagat                     | Finistère               | Bretagne                   | classé     | « PA00090457 », notice no PA00090457 | 47° 47′ 31″ nord, 4° 15′ 55″ ouest |                   |
| Menhir de Quélarn                                                      | Treffiagat-Léchiagat           | Finistère               | Bretagne                   | classé     | « PA00090458 », notice no PA00090458 | 47° 48′ 50″ nord, 4° 15′ 06″ ouest |                   |
| Couvent des Cordeliers                                                 | Auch                           | Gers                    | Occitanie                  | classé     | « PA00094706 », notice no PA00094706 | 43° 38′ 51″ nord, 0° 35′ 03″ est   |                   |
| Église Saint-Jean-Baptiste de Saint-Mont                               | Saint-Mont                     | Gers                    | Occitanie                  | classé     | « PA00094920 », notice no PA00094920 | 43° 39′ 07″ nord, 0° 08′ 58″ ouest |                   |
| Église Notre-Dame dou Mercadilh                                        | Bazas                          | Gironde                 | Nouvelle-Aquitaine         | classé     | « PA00083132 », notice no PA00083132 | 44° 25′ 53″ nord, 0° 12′ 45″ ouest |                   |
| Église Saint-Rémi                                                      | Bordeaux                       | Gironde                 | Nouvelle-Aquitaine         | classé     | « PA00083174 », notice no PA00083174 | 44° 50′ 30″ nord, 0° 34′ 19″ ouest |                   |
| Église Saint-Pierre de La Lande-de-Fronsac                             | Lande-de-Fronsac (La)          | Gironde                 | Nouvelle-Aquitaine         | classé     | « PA00083582 », notice no PA00083582 | 44° 58′ 45″ nord, 0° 22′ 54″ ouest |                   |
| Lycée Bartholdi                                                        | Colmar                         | Haut-Rhin               | Grand Est                  | classé     | « PA00085377 », notice no PA00085377 | 48° 04′ 23″ nord, 7° 21′ 21″ est   |                   |
| Château du Landskron                                                   | Leymen                         | Haut-Rhin               | Grand Est                  | classé     | « PA00085505 », notice no PA00085505 | 47° 29′ 18″ nord, 7° 29′ 26″ est   |                   |
| Nécropole nationale                                                    | Moosch                         | Haut-Rhin               | Grand Est                  | classé     | « PA00085522 », notice no PA00085522 | 47° 51′ 34″ nord, 7° 03′ 17″ est   |                   |
| Château de Hagueneck                                                   | Wettolsheim                    | Haut-Rhin               | Grand Est                  | classé     | « PA00085734 », notice no PA00085734 | 48° 03′ 08″ nord, 7° 16′ 30″ est   |                   |
| Cathédrale de la Nativité-de-Marie de Rieux                            | Rieux-Volvestre                | Haute-Garonne           | Occitanie                  | classé     | « PA00094436 », notice no PA00094436 | 43° 15′ 30″ nord, 1° 12′ 11″ est   |                   |
| Maison romano-gothique                                                 | Toulouse                       | Haute-Garonne           | Occitanie                  | classé     | « PA00094618 », notice no PA00094618 | 43° 35′ 58″ nord, 1° 26′ 48″ est   |                   |
| Porte Saint-Georges                                                    | Le Puy-en-Velay                | Haute-Loire             | Auvergne-Rhône-Alpes       | classé     | « PA00092808 », notice no PA00092808 | 45° 02′ 44″ nord, 3° 53′ 10″ est   |                   |
| La Mothe-en-Bassigny                                                   | Soulaucourt-sur-Mouzon         | Haute-Marne             | Grand Est                  | classé     | « PA00079246 », notice no PA00079246 | 48° 07′ 27″ nord, 5° 25′ 05″ est   |                   |
| Église Saint-Hippolyte de Loupian                                      | Loupian                        | Hérault                 | Occitanie                  | classé     | « PA00103492 », notice no PA00103492 | 43° 26′ 57″ nord, 3° 36′ 52″ est   |                   |
| Église Saint-Thibéry de Saint-Thibéry                                  | Saint-Thibéry                  | Hérault                 | Occitanie                  | classé     | « PA00103714 », notice no PA00103714 | 43° 23′ 50″ nord, 3° 25′ 04″ est   |                   |
| An Ti Kozh                                                             | Rennes                         | Ille-et-Vilaine         | Bretagne                   | classé     | « PA00090743 », notice no PA00090743 | 48° 06′ 43″ nord, 1° 40′ 59″ ouest |                   |
| Château de Céré                                                        | Saint-Hilaire-sur-Benaize      | Indre                   | Centre-Val de Loire        | classé     | « PA00097454 », notice no PA00097454 | 46° 32′ 53″ nord, 1° 04′ 21″ est   |                   |
| Maison de la Chancellerie                                              | Loches                         | Indre-et-Loire          | Centre-Val de Loire        | classé     | « PA00097834 », notice no PA00097834 | 47° 07′ 39″ nord, 0° 59′ 51″ est   |                   |
| Église Notre-Dame de Rochecorbon                                       | Rochecorbon                    | Indre-et-Loire          | Centre-Val de Loire        | classé     | « PA00098044 », notice no PA00098044 | 47° 24′ 52″ nord, 0° 45′ 22″ est   |                   |
| Abbaye de Saint-Julien                                                 | Tours                          | Indre-et-Loire          | Centre-Val de Loire        | classé     | « PA00098130 », notice no PA00098130 | 47° 23′ 45″ nord, 0° 41′ 14″ est   |                   |
| Pont Peirant                                                           | Saint-Laurent-du-Pont          | Isère                   | Auvergne-Rhône-Alpes       | classé     | « PA00117269 », notice no PA00117269 | 45° 21′ 12″ nord, 5° 45′ 29″ est   |                   |
| Pont de la Petite Vache (aujourd'hui détruit, soubassements visibles   | Saint-Laurent-du-Pont          | Isère                   | Auvergne-Rhône-Alpes       | classé     | « PA00117270 », notice no PA00117270 | 45° 21′ 13″ nord, 5° 45′ 27″ est   |                   |
| Pont de la Tannerie sur le Guiers-Mort                                 | Saint-Pierre-de-Chartreuse     | Isère                   | Auvergne-Rhône-Alpes       | classé     | « PA00117271 », notice no PA00117271 | 45° 20′ 50″ nord, 5° 47′ 02″ est   |                   |
| Maison du Guet                                                         | Saint-Pierre-de-Chartreuse     | Isère                   | Auvergne-Rhône-Alpes       | classé     | « PA00117268 », notice no PA00117268 | 45° 20′ 38″ nord, 5° 48′ 03″ est   |                   |
| Pont de la Forge (ou pont du Martinet)                                 | Saint-Pierre-de-Chartreuse     | Isère                   | Auvergne-Rhône-Alpes       | classé     | « PA00117267 », notice no PA00117267 | 45° 20′ 43″ nord, 5° 47′ 46″ est   |                   |
| Maison de Louis Pasteur                                                | Dole                           | Jura                    | Bourgogne-Franche-Comté    | classé     | « PA00101864 », notice no PA00101864 | 47° 05′ 32″ nord, 5° 29′ 45″ est   |                   |
| Maison Saint-Martin                                                    | Vendôme                        | Loir-et-Cher            | Centre-Val de Loire        | classé     | « PA00098645 », notice no PA00098645 | 47° 47′ 30″ nord, 1° 04′ 05″ est   |                   |
| Halles                                                                 | Clisson                        | Loire-Atlantique        | Pays de la Loire           | classé     | « PA00108591 », notice no PA00108591 | 47° 05′ 14″ nord, 1° 16′ 55″ ouest |                   |
| Église Saint-Jean-Baptiste                                             | Le Loroux-Bottereau            | Loire-Atlantique        | Pays de la Loire           | classé     | « PA00108636 », notice no PA00108636 | 47° 14′ 18″ nord, 1° 20′ 56″ ouest |                   |
| Église Saint-Martin de Cortrat                                         | Cortrat                        | Loiret                  | Centre-Val de Loire        | classé     | « PA00098758 », notice no PA00098758 | 47° 53′ 47″ nord, 2° 45′ 56″ est   |                   |
| Église Notre-Dame de Fay-aux-Loges                                     | Fay-aux-Loges                  | Loiret                  | Centre-Val de Loire        | classé     | « PA00098770 », notice no PA00098770 | 47° 55′ 40″ nord, 2° 08′ 20″ est   |                   |
| Église Sainte-Croix du Bouyssou                                        | Le Bouyssou                    | Lot                     | Occitanie                  | classé     | « PA00094987 », notice no PA00094987 | 44° 41′ 31″ nord, 1° 56′ 39″ est   |                   |
| Église Saint-Martin de Caniac-du-Causse                                | Caniac-du-Causse               | Lot                     | Occitanie                  | classé     | « PA00095038 », notice no PA00095038 | 44° 37′ 16″ nord, 1° 38′ 35″ est   |                   |
| Maison Henri Martin                                                    | Saint-Cirq-Lapopie             | Lot                     | Occitanie                  | classé     | « PA00095228 », notice no PA00095228 | 44° 27′ 53″ nord, 1° 40′ 16″ est   |                   |
| Cimetière de Thégra                                                    | Thégra                         | Lot                     | Occitanie                  | classé     | « PA00095272 », notice no PA00095272 | 44° 49′ 18″ nord, 1° 45′ 25″ est   |                   |
| Église Saint-Barthélemy de Thégra                                      | Thégra                         | Lot                     | Occitanie                  | classé     | « PA00095273 », notice no PA00095273 | 44° 49′ 14″ nord, 1° 45′ 25″ est   |                   |
| Château de Lauzun                                                      | Lauzun                         | Lot-et-Garonne          | Nouvelle-Aquitaine         | classé     | « PA00084153 », notice no PA00084153 | 44° 37′ 44″ nord, 0° 27′ 38″ est   |                   |
| Abbaye de la Boissière                                                 | Noyant-Villages                | Maine-et-Loire          | Pays de la Loire           | classé     | « PA00109079 », notice no PA00109079 | 47° 31′ 51″ nord, 0° 08′ 09″ est   |                   |
| Château des Montgommery                                                | Ducey                          | Manche                  | Normandie                  | classé     | « PA00110393 », notice no PA00110393 | 48° 37′ 14″ nord, 1° 17′ 38″ ouest |                   |
| Église Saint-Martin                                                    | Réville                        | Manche                  | Normandie                  | classé     | « PA00110559 », notice no PA00110559 | 49° 37′ 09″ nord, 1° 15′ 32″ ouest |                   |
| Château de Baye                                                        | Baye                           | Marne                   | Grand Est                  | classé     | « PA00078583 », notice no PA00078583 | 48° 51′ 08″ nord, 3° 45′ 50″ est   |                   |
| Église Notre-Dame de Breuil-sur-Vesle                                  | Breuil-sur-Vesle               | Marne                   | Grand Est                  | classé     | « PA00078600 », notice no PA00078600 | 49° 18′ 42″ nord, 3° 46′ 06″ est   |                   |
| Église Saint-André de Marfaux                                          | Marfaux                        | Marne                   | Grand Est                  | classé     | « PA00078739 », notice no PA00078739 | 49° 09′ 57″ nord, 3° 53′ 29″ est   |                   |
| Église Saint-Memmie d'Œuilly                                           | Œuilly                         | Marne                   | Grand Est                  | classé     | « PA00078752 », notice no PA00078752 | 49° 04′ 25″ nord, 3° 47′ 41″ est   |                   |
| Fontaine des Carmes (ou fontaine du Barbâtre)                          | Reims                          | Marne                   | Grand Est                  | classé     | « PA00078787 », notice no PA00078787 | 49° 14′ 51″ nord, 4° 02′ 28″ est   |                   |
| maison des comtes de Champagne                                         | Reims                          | Marne                   | Grand Est                  | classé     | « PA00078813 », notice no PA00078813 | 49° 15′ 27″ nord, 4° 01′ 59″ est   |                   |
| Cryptoportique                                                         | Reims                          | Marne                   | Grand Est                  | classé     | « PA00078788 », notice no PA00078788 | 49° 15′ 29″ nord, 4° 01′ 54″ est   |                   |
| Château de Saint-Ouen de Chemazé                                       | Chemazé                        | Mayenne                 | Pays de la Loire           | classé     | « PA00109489 », notice no PA00109489 | 47° 47′ 30″ nord, 0° 46′ 14″ ouest |                   |
| Maison canoniale                                                       | Saint-Denis-d'Anjou            | Mayenne                 | Pays de la Loire           | classé     | « PA00109590 », notice no PA00109590 | 47° 47′ 27″ nord, 0° 26′ 32″ ouest |                   |
| Enceinte préhistorique de la Fourasse                                  | Champigneulles                 | Meurthe-et-Moselle      | Grand Est                  | classé     | « PA00106007 », notice no PA00106007 | 48° 43′ 20″ nord, 6° 09′ 42″ est   |                   |
| Arc Héré                                                               | Nancy                          | Meurthe-et-Moselle      | Grand Est                  | classé     | « PA00106099 », notice no PA00106099 | 48° 41′ 40″ nord, 6° 10′ 58″ est   |                   |
| Musée des beaux-arts                                                   | Nancy                          | Meurthe-et-Moselle      | Grand Est                  | classé     | « PA00106279 », notice no PA00106279 | 48° 41′ 37″ nord, 6° 10′ 57″ est   |                   |
| Opéra national de Lorraine                                             | Nancy                          | Meurthe-et-Moselle      | Grand Est                  | classé     | « PA00106280 », notice no PA00106280 | 48° 41′ 38″ nord, 6° 11′ 02″ est   |                   |
| Palais du Gouvernement                                                 | Nancy                          | Meurthe-et-Moselle      | Grand Est                  | classé     | « PA00106305 », notice no PA00106305 | 48° 41′ 49″ nord, 6° 10′ 51″ est   |                   |
| Château de Bazincourt-sur-Saulx                                        | Bazincourt-sur-Saulx           | Meuse                   | Grand Est                  | classé     | « PA00106495 », notice no PA00106495 | 48° 40′ 30″ nord, 5° 08′ 24″ est   |                   |
| Vicus gallo-romain de Senon                                            | Senon                          | Meuse                   | Grand Est                  | classé     | « PA00106630 », notice no PA00106630 | 49° 16′ 44″ nord, 5° 38′ 01″ est   |                   |
| Tumulus de Tumiac                                                      | Arzon                          | Morbihan                | Bretagne                   | classé     | « PA00090985 », notice no PA00090985 | 47° 32′ 28″ nord, 2° 52′ 20″ ouest |                   |
| Dolmen de Mané-Bras                                                    | Carnac                         | Morbihan                | Bretagne                   | classé     | « PA00091093 », notice no PA00091093 | 47° 36′ 47″ nord, 3° 04′ 13″ ouest |                   |
| Six menhirs de l'enceinte du Ménec                                     | Carnac                         | Morbihan                | Bretagne                   | classé     | « PA00091123 », notice no PA00091123 | 47° 35′ 27″ nord, 3° 05′ 11″ ouest |                   |
| Tumulus de Kercado                                                     | Carnac                         | Morbihan                | Bretagne                   | classé     | « PA00091139 », notice no PA00091139 | 47° 35′ 44″ nord, 3° 03′ 15″ ouest |                   |
| Dolmens de Lann-Mané-Bras                                              | Erdeven                        | Morbihan                | Bretagne                   | classé     | « PA00091184 », notice no PA00091184 | 47° 38′ 04″ nord, 3° 07′ 54″ ouest |                   |
| Maison de la Truie qui file                                            | Malestroit                     | Morbihan                | Bretagne                   | classé     | « PA00091421 », notice no PA00091421 | 47° 48′ 35″ nord, 2° 22′ 57″ ouest |                   |
| Alignement de Sainte-Barbe                                             | Plouharnel                     | Morbihan                | Bretagne                   | classé     | « PA00091528 », notice no PA00091528 | 47° 36′ 32″ nord, 3° 07′ 59″ ouest |                   |
| Allée couverte de Clos-et-Bé                                           | Saint-Gildas-de-Rhuys          | Morbihan                | Bretagne                   | classé     | « PA00091672 », notice no PA00091672 | 47° 31′ 49″ nord, 2° 50′ 44″ ouest |                   |
| Ossuaire de Denting                                                    | Denting                        | Moselle                 | Grand Est                  | classé     | « PA00106752 », notice no PA00106752 | 49° 11′ 09″ nord, 6° 32′ 34″ est   |                   |
| Église Saint-Maximin                                                   | Metz                           | Moselle                 | Grand Est                  | classé     | « PA00106833 », notice no PA00106833 | 49° 06′ 57″ nord, 6° 11′ 01″ est   |                   |
| Maisons                                                                | Metz                           | Moselle                 | Grand Est                  | classé     | « PA00106882 », notice no PA00106882 | 49° 07′ 14″ nord, 6° 10′ 30″ est   |                   |
| Abbatiale Saint-Nabor de Saint-Avold                                   | Saint-Avold                    | Moselle                 | Grand Est                  | classé     | « PA00106983 », notice no PA00106983 | 49° 06′ 12″ nord, 6° 42′ 36″ est   |                   |
| Église Saint-Saturnin d'Alligny-Cosne                                  | Alligny-Cosne                  | Nièvre                  | Bourgogne-Franche-Comté    | classé     | « PA00112788 », notice no PA00112788 | 47° 27′ 16″ nord, 3° 03′ 44″ est   |                   |
| Maison à pans de bois                                                  | Clamecy                        | Nièvre                  | Bourgogne-Franche-Comté    | classé     | « PA00112856 », notice no PA00112856 | 47° 27′ 37″ nord, 3° 31′ 13″ est   |                   |
| Château de Rosemont                                                    | Luthenay-Uxeloup               | Nièvre                  | Bourgogne-Franche-Comté    | classé     | « PA00112909 », notice no PA00112909 | 46° 51′ 00″ nord, 3° 16′ 25″ est   |                   |
| Église Notre-Dame                                                      | Nevers                         | Nièvre                  | Bourgogne-Franche-Comté    | classé     | « PA00112941 », notice no PA00112941 | 46° 59′ 09″ nord, 3° 09′ 19″ est   |                   |
| Vieille Bourse                                                         | Lille                          | Nord                    | Hauts-de-France            | classé     | « PA00107569 », notice no PA00107569 | 50° 38′ 13″ nord, 3° 03′ 52″ est   | catégorie commons |
| Hospice Comtesse                                                       | Lille                          | Nord                    | Hauts-de-France            | classé     | « PA00107586 », notice no PA00107586 | 50° 38′ 28″ nord, 3° 03′ 47″ est   | catégorie commons |
| Hospice Gantois                                                        | Lille                          | Nord                    | Hauts-de-France            | classé     | « PA00107587 », notice no PA00107587 | 50° 37′ 53″ nord, 3° 04′ 05″ est   | catégorie commons |
| Hôpital Saint-Sauveur                                                  | Lille                          | Nord                    | Hauts-de-France            | classé     | « PA00107589 », notice no PA00107589 | 50° 37′ 51″ nord, 3° 04′ 23″ est   | catégorie commons |
| Maison du Prévôt                                                       | Valenciennes                   | Nord                    | Hauts-de-France            | classé     | « PA00107870 », notice no PA00107870 | 50° 21′ 24″ nord, 3° 31′ 06″ est   |                   |
| Musée Gallé-Juillet                                                    | Creil                          | Oise                    | Hauts-de-France            | classé     | « PA00114652 », notice no PA00114652 | 49° 15′ 39″ nord, 2° 28′ 21″ est   |                   |
| Prieuré Saint-Christophe-en-Halatte                                    | Fleurines                      | Oise                    | Hauts-de-France            | classé     | « PA00114689 », notice no PA00114689 | 49° 15′ 37″ nord, 2° 35′ 52″ est   |                   |
| Église Notre-Dame-de-la-Nativité de Champlieu                          | Orrouy                         | Oise                    | Hauts-de-France            | classé     | « PA00114795 », notice no PA00114795 | 49° 18′ 23″ nord, 2° 50′ 49″ est   |                   |
| Église Saint-Pierre de Montmartre                                      | 18e arrondissement de Paris    | Paris                   | Île-de-France              | classé     | « PA00086741 », notice no PA00086741 | 48° 53′ 12″ nord, 2° 20′ 31″ est   |                   |
| Église Saint-Germain de Charonne                                       | 20e arrondissement de Paris    | Paris                   | Île-de-France              | classé     | « PA00086782 », notice no PA00086782 | 48° 52′ 07″ nord, 2° 23′ 13″ est   |                   |
| Archives nationales et Service interministériel des Archives de France | 3e arrondissement de Paris     | Paris                   | Île-de-France              | classé     | « PA00086155 », notice no PA00086155 | 48° 51′ 36″ nord, 2° 21′ 30″ est   |                   |
| Hôtel Matignon                                                         | 7e arrondissement de Paris     | Paris                   | Île-de-France              | classé     | « PA00088722 », notice no PA00088722 | 48° 51′ 16″ nord, 2° 19′ 15″ est   |                   |
| Ministère de la Marine                                                 | 8e arrondissement de Paris     | Paris                   | Île-de-France              | classé     | « PA00088817 », notice no PA00088817 | 48° 52′ 00″ nord, 2° 19′ 22″ est   |                   |
| Hôtel du Plessis-Bellière                                              | 8e arrondissement de Paris     | Paris                   | Île-de-France              | classé     | « PA00088830 », notice no PA00088830 | 48° 52′ 02″ nord, 2° 19′ 18″ est   |                   |
| Hôtel de Coislin                                                       | 8e arrondissement de Paris     | Paris                   | Île-de-France              | classé     | « PA00088824 », notice no PA00088824 | 48° 52′ 02″ nord, 2° 19′ 19″ est   |                   |
| Opéra Garnier                                                          | 9e arrondissement de Paris     | Paris                   | Île-de-France              | classé     | « PA00089004 », notice no PA00089004 | 48° 52′ 17″ nord, 2° 19′ 55″ est   |                   |
| Lycée Lamartine                                                        | 9e arrondissement de Paris     | Paris                   | Île-de-France              | classé     | « PA00088987 », notice no PA00088987 | 48° 52′ 42″ nord, 2° 20′ 57″ est   |                   |
| Collégiale Saint-Cerneuf                                               | Billom                         | Puy-de-Dôme             | Auvergne-Rhône-Alpes       | classé     | « PA00091904 », notice no PA00091904 | 45° 43′ 21″ nord, 3° 20′ 14″ est   |                   |
| Maison du Chapitre                                                     | Billom                         | Puy-de-Dôme             | Auvergne-Rhône-Alpes       | classé     | « PA00091907 », notice no PA00091907 | 45° 43′ 19″ nord, 3° 20′ 14″ est   |                   |
| Maison                                                                 | Billom                         | Puy-de-Dôme             | Auvergne-Rhône-Alpes       | classé     | « PA00091910 », notice no PA00091910 | 45° 43′ 22″ nord, 3° 20′ 18″ est   |                   |
| Dolmen de la Pineyre                                                   | Saint-Nectaire                 | Puy-de-Dôme             | Auvergne-Rhône-Alpes       | classé     | « PA00092377 », notice no PA00092377 | 45° 35′ 51″ nord, 2° 58′ 58″ est   |                   |
| Église Saint-Vivien de Bielle                                          | Bielle                         | Pyrénées-Atlantiques    | Nouvelle-Aquitaine         | classé     | « PA00084360 », notice no PA00084360 | 43° 03′ 14″ nord, 0° 26′ 01″ ouest |                   |
| Chapelle d'Assouste                                                    | Eaux-Bonnes                    | Pyrénées-Atlantiques    | Nouvelle-Aquitaine         | classé     | « PA00084385 », notice no PA00084385 | 42° 59′ 01″ nord, 0° 24′ 40″ ouest |                   |
| Église Notre-Dame-des-Anges de Collioure                               | Collioure                      | Pyrénées-Orientales     | Occitanie                  | classé     | « PA00104000 », notice no PA00104000 | 42° 31′ 39″ nord, 3° 05′ 12″ est   |                   |
| Château de Chazay                                                      | Chazay-d'Azergues              | Rhône                   | Auvergne-Rhône-Alpes       | classé     | « PA00117741 », notice no PA00117741 | 45° 52′ 30″ nord, 4° 42′ 52″ est   |                   |
| Pierre Fiche                                                           | Boyer                          | Saône-et-Loire          | Bourgogne-Franche-Comté    | classé     | « PA00113131 », notice no PA00113131 | 46° 35′ 32″ nord, 4° 54′ 55″ est   |                   |
| Tour du Beffroi                                                        | Chalon-sur-Saône               | Saône-et-Loire          | Bourgogne-Franche-Comté    | classé     | « PA00113180 », notice no PA00113180 | 46° 46′ 54″ nord, 4° 51′ 21″ est   |                   |
| Pierre aux Fées                                                        | Saint-Micaud                   | Saône-et-Loire          | Bourgogne-Franche-Comté    | classé     | « PA00113451 », notice no PA00113451 | 46° 41′ 35″ nord, 4° 32′ 48″ est   |                   |
| Château de Ballon                                                      | Ballon                         | Sarthe                  | Pays de la Loire           | classé     | « PA00109676 », notice no PA00109676 | 48° 10′ 44″ nord, 0° 13′ 58″ est   |                   |
| Église de l’Assomption-et-Saint-Jean-Baptiste de Bannost               | Bannost-Villegagnon            | Seine-et-Marne          | Île-de-France              | classé     | « PA00086805 », notice no PA00086805 | 48° 40′ 40″ nord, 3° 11′ 33″ est   |                   |
| Église Notre-Dame-de-l'Assomption de Noisy-sur-École                   | Noisy-sur-École                | Seine-et-Marne          | Île-de-France              | classé     | « PA00087178 », notice no PA00087178 | 48° 22′ 01″ nord, 2° 30′ 35″ est   |                   |
| Polissoirs de la Forêt Noire                                           | Paley                          | Seine-et-Marne          | Île-de-France              | classé     | « PA00087189 », notice no PA00087189 | 48° 14′ 51″ nord, 2° 51′ 53″ est   |                   |
| Polissoir de la Roche au Diable                                        | Paley                          | Seine-et-Marne          | Île-de-France              | classé     | « PA00087190 », notice no PA00087190 | 48° 14′ 55″ nord, 2° 50′ 48″ est   |                   |
| Église Notre-Dame de Notre-Dame-de-Bliquetuit                          | Notre-Dame-de-Bliquetuit       | Seine-Maritime          | Normandie                  | classé     | « PA00100777 », notice no PA00100777 | 49° 29′ 34″ nord, 0° 45′ 51″ est   |                   |
| Maison Gaugiran                                                        | Cordes-sur-Ciel                | Tarn                    | Occitanie                  | classé     | « PA00095530 », notice no PA00095530 | 44° 03′ 49″ nord, 1° 57′ 01″ est   |                   |
| Maison Prunet                                                          | Cordes-sur-Ciel                | Tarn                    | Occitanie                  | classé     | « PA00095537 », notice no PA00095537 | 44° 03′ 47″ nord, 1° 57′ 07″ est   |                   |
| Porte du Vainqueur                                                     | Cordes-sur-Ciel                | Tarn                    | Occitanie                  | classé     | « PA00095546 », notice no PA00095546 | 44° 03′ 47″ nord, 1° 57′ 12″ est   |                   |
| Presbytère                                                             | Cordes-sur-Ciel                | Tarn                    | Occitanie                  | classé     | « PA00095547 », notice no PA00095547 | 44° 03′ 48″ nord, 1° 57′ 01″ est   |                   |
| Maison du Grand Veneur                                                 | Cordes-sur-Ciel                | Tarn                    | Occitanie                  | classé     | « PA00095536 », notice no PA00095536 | 44° 03′ 48″ nord, 1° 57′ 03″ est   |                   |
| Maison Carrié-Boyer                                                    | Cordes-sur-Ciel                | Tarn                    | Occitanie                  | classé     | « PA00095529 », notice no PA00095529 | 44° 03′ 48″ nord, 1° 57′ 07″ est   |                   |
| Abbaye Saint-Pierre de Moissac                                         | Moissac                        | Tarn-et-Garonne         | Occitanie                  | classé     | « PA00095785 », notice no PA00095785 | 44° 06′ 19″ nord, 1° 05′ 04″ est   |                   |
| Maison de l'Amour                                                      | Saint-Antonin-Noble-Val        | Tarn-et-Garonne         | Occitanie                  | classé     | « PA00095871 », notice no PA00095871 | 44° 09′ 09″ nord, 1° 45′ 20″ est   |                   |
| Château, actuellement musée d'Art et d'Histoire, et enceinte urbaine   | Belfort                        | Territoire de Belfort   | Bourgogne-Franche-Comté    | classé     | « PA00101142 », notice no PA00101142 | 47° 38′ 11″ nord, 6° 51′ 54″ est   |                   |
| Château de Touffou                                                     | Bonnes                         | Vienne                  | Nouvelle-Aquitaine         | classé     | « PA00105353 », notice no PA00105353 | 46° 37′ 00″ nord, 0° 35′ 23″ est   |                   |
| Cimetière gallo-romain de Civaux                                       | Civaux                         | Vienne                  | Nouvelle-Aquitaine         | classé     | « PA00105425 », notice no PA00105425 | 46° 26′ 47″ nord, 0° 39′ 52″ est   |                   |
| Hôtel Pélisson                                                         | Poitiers                       | Vienne                  | Nouvelle-Aquitaine         | classé     | « PA00105615 », notice no PA00105615 | 46° 34′ 58″ nord, 0° 20′ 36″ est   |                   |
| Maison des Trois Clous                                                 | Poitiers                       | Vienne                  | Nouvelle-Aquitaine         | classé     | « PA00105645 », notice no PA00105645 | 46° 34′ 56″ nord, 0° 20′ 52″ est   |                   |
| Église Saint-Aventin de Vendeuvre-du-Poitou                            | Vendeuvre-du-Poitou            | Vienne                  | Nouvelle-Aquitaine         | classé     | « PA00105762 », notice no PA00105762 | 46° 44′ 08″ nord, 0° 18′ 37″ est   |                   |
| Maison du coche d'eau                                                  | Auxerre                        | Yonne                   | Bourgogne-Franche-Comté    | classé     | « PA00113597 », notice no PA00113597 | 47° 47′ 48″ nord, 3° 32′ 57″ est   |                   |
| Maison                                                                 | Auxerre                        | Yonne                   | Bourgogne-Franche-Comté    | classé     | « PA00113602 », notice no PA00113602 | 47° 47′ 44″ nord, 3° 34′ 04″ est   |                   |
| Église Saint-Médard de Charbuy                                         | Charbuy                        | Yonne                   | Bourgogne-Franche-Comté    | classé     | « PA00113639 », notice no PA00113639 | 47° 49′ 25″ nord, 3° 28′ 03″ est   |                   |
| Enceinte de Montréal                                                   | Montréal                       | Yonne                   | Bourgogne-Franche-Comté    | classé     | « PA00113749 », notice no PA00113749 | 47° 32′ 33″ nord, 4° 02′ 11″ est   |                   |
| Tour de l'Horloge                                                      | Saint-Fargeau                  | Yonne                   | Bourgogne-Franche-Comté    | classé     | « PA00113817 », notice no PA00113817 | 47° 38′ 25″ nord, 3° 04′ 14″ est   |                   |
| Maison d'Abraham                                                       | Sens                           | Yonne                   | Bourgogne-Franche-Comté    | classé     | « PA00113876 », notice no PA00113876 | 48° 11′ 45″ nord, 3° 16′ 59″ est   |                   |
| Maison du Portail                                                      | Sens                           | Yonne                   | Bourgogne-Franche-Comté    | classé     | « PA00113877 », notice no PA00113877 | 48° 11′ 45″ nord, 3° 16′ 54″ est   |                   |
| Vieux pont de Limay                                                    | Limay                          | Yvelines                | Île-de-France              | classé     | « PA00087471 », notice no PA00087471 | 48° 59′ 31″ nord, 1° 43′ 32″ est   |                   |
| Vieux pont de Limay                                                    | Mantes-la-Jolie                | Yvelines                | Île-de-France              | classé     | « PA00087518 », notice no PA00087518 | 48° 59′ 31″ nord, 1° 43′ 32″ est   |                   |